# 刘平均
刘平均（1952年10月—），河南永城人，1972年5月参加工作，1972年7月加入中国共产党，毕业于东南大学科技经济与行政管理专业。现任国家质量监督检验检疫总局副局长。曾任江苏省标准局副局长、国家技术监督局管理研究所副所长、中国标准研究中心副主任、国家质量技术监督局计划财务科学技术司司长，国家质量监督检验检疫总局国际合作司司长、科技司司长，国家标准化管理委员会主任。